# Меркур (руски брод)
Меркур је био руски ратни брод типа брик. Имао је две катарке и 18 топова. Направљен је у Севастопољу 28. јануара (9. фебруара) 1819, а поринут у воду 7 (19) маја 1820. Маја 1829. у време Руско-турског рата (1828—1829) под командом капетан-лајтнанта Александра Ивановича Казарског однео је победу у неравноправној борби са двама турским линијским бродовима, чиме је овековечио своје и име и за шта је био награђен простом заставом Светог Георгија.

## Капетани
Бриком „Меруком” је за 34 година службе командовало четрнаест капетана:
1. 1820—1821 — капетан-лајтнант Иван Максимович Головин
2. 1821—1822 — капетан-лајтнант Лука Андрејевич Мељников
3. 1822—1826 — капетан-лајтнант Аристарх Григорјевич Конотопцев
4. 1826—1828 — капетан-лајтнант Семјон Михајлович Стројников
5. од 1829 године до 30 маја 1829. године — капетан-лајтнант Александар Иванович Казарски
6. 1829—1830 — лајтнант Алексеј Иванович Рогуља
7. 1830—1831 — капетан-лајтнант Мефодиј Петрович Пањутин
8. 1835—1838 — капетан-лајтнант Фјодор Михајлович Новосиљски
9. 1838—1840 — капетан-лајтнант Николај Павлович Вулф
10. 1840—1848 — капетан-лајтнант Николај Иванович Казарски (млађи брат А. И. Казарског)
11. 1849—1850 — лајтнант Николај Павлович Макухин
12. 1850—1851 — капетан-лајтнант Николај Јегорович Каландс
13. 1852—1853 — капетан-лајтнант Константин Јаковљевич Јављенски
14. 1854—1856 — капетан-лајтнант Сергеј Фадевич Загорјански-Кисељ